# Condado de Inyo
El condado de Inyo (en inglés: Inyo County), es uno de los 58 condados del estado estadounidense de California. La sede del condado es Independence y su mayor ciudad Bishop. El condado posee un área de 26 488 km² (los cuales 62 km² están cubiertos de agua), una población de 17 945 habitantes, y la densidad de población es de 1 hab/km² (según el censo nacional de 2000). Este condado fue fundado en 1866. El punto más alto de los 48 Estados estadounidenses contiguos, es el monte Whitney, está localizado en el condado de Inyo. El punto más bajo de todo el país, es el valle de la Muerte, también está ubicado en Inyo.

## Geografía
Según la Oficina del Censo, el condado tiene un área total de 26,488 km², de la cual 26,426 km² es tierra y 62 km² (0.23%) es agua.

### Condados adyacentes
- Condado de Mono (norte)
- Condado de Esmeralda, Nevada (noreste)
- Condado de Nye, Nevada (este)
- Condado de Clark (sureste)
- Condado de San Bernardino (sur)
- Condado de Kern (suroeste)
- Condado de Fresno & Tulare (oeste)

### Localidades

#### Ciudades
Bishop 

#### Lugares designados por el censo
Big Pine |
Cartago |
Darwin |
Dixon Lane-Meadow Creek |
Furnace Creek |
Homewood Canyon |
Independence |
Keeler |
Lone Pine |
Mesa |
Olancha |
Pearsonville |
Round Valley |
Shoshone |
Tecopa |
Trona |
Valley Wells |
West Bishop |
Wilkerson 

#### Áreas no incorporadas
Aberdeen |
Alabama Hills |
Alico |
Alta Vista |
Ashford Junction |
Aspendell |
Badwater |
Ballarat |
Bartlett |
Beatty Junction |
Beveridge |
Blackrock |
Brockmans Corner |
Calvada Springs |
Chloride City |
Coso |
Coso Junction |
Crater |
Death Valley Junction |
Deep Springs |
Dolomite |
Dunmovin |
Evelyn |
Fish Springs |
Grant |
Greenwater |
Haiwee |
Harrisburg |
Indian Village |
Junction Ranch |
Kearsarge |
Keough Hot Springs |
Laws |
Leadfield |
Linnie |
Little Lake |
Manzanar |
Millspaugh |
Mock |
Monola |
Oteys Sierra Village |
Owenyo |
Panamint |
Panamint Springs |
Park Village |
Peterson Mill |
Poleta |
Reward |
Rocking K |
Rovana |
Ryan |
Scheelite |
Scranton |
Seven Pines |
Stovepipe Wells |
Swansea |
Sykes |
Talus |
Teakettle Junction |
Whitney Portal |
Zurich 

## Demografía
En el censo de 2000, había 399.347 personas, 136.622 hogares y 89.487 familias residiendo en el condado. La densidad poblacional era de 56 personas por km². En el 2000 había 142.901 unidades habitacionales en una densidad de 20 por km². La demografía del condado era de 72.72% blancos, 2.30% afroamericanos, 1.20% amerindios, 4.09% asiáticos, 0.18% isleños del Pacífico, 15.20% de otras razas y 4.31% de dos o más razas. 34.22% de la población era de origen hispano o latino de cualquier raza.
Según la Oficina del Censo en 2008 los ingresos medios por hogar en el condado eran de $59,850, y los ingresos medios por familia eran $69,855. Los hombres tenían unos ingresos medios de $37,997 frente a los $29,593 para las mujeres. La renta per cápita para la localidad era de $30,062. Alrededor del 15.80% de la población estaban por debajo del umbral de pobreza.

### Áreas protegidas nacionales
- Parque nacional del Valle de la Muerte (parte)
- Bosque nacional Inyo (parte)
- Manzanar (Sitio Histórico Nacional)

## Transporte

### Principales autopistas
- U.S. Route 6
- U.S. Route 395
- Ruta Estatal 127
- Ruta Estatal 136
- Ruta Estatal 168
- Ruta Estatal 178
- Ruta Estatal 190